# پاستاریونی
پاستاریونی فیلمی به کارگردانی سهیل موفق و نویسندگی حمزه صالحی و تهیه‌کنندگی بیتا منصوری محصول سال ۱۳۹۷ است.
نام این فیلم (پاستاریونی) برگرفته از دو کلمهٔ پاستا و بریونی است. این فیلم دومین فیلم سینمایی سهیل موفق بوده و همچون شکلاتی یک کمدی خانوادگی است که کودکان همراه والدین خود به راحتی می‌توانند به تماشای آن بنشینند.

## خلاصه فیلم
پاستاریونی داستان غذاهاست. فیلم با بریانی اصفهانی‌ها شروع می‌شود و کوشان وقتی رستوران پدرش در تهران را ورشکسته می‌بیند، تصمیم می‌گیرد که یک بریانی به جای رستوران فست فود پدرش در تهران باز کند. رستورانی که به دلیل یک رقیب بسیار قدرتمند و مجلل در آن گوشه خیابان به نام پاستاداپیتزا رونق خود را از دست داده است و …

## بازیگران
| بازیگر           | نقش                | توضیحات                                                                        |
| ---------------- | ------------------ | ------------------------------------------------------------------------------ |
| سام درخشانی      | رامین راستین       | صاحب رستوران ترنج و پدر هوشان، شوهر خواهر علی و همسر فرشته، برادرزاده عمه خانم |
| بهاره رهنما      | کتایون خنجری (کتی) | صاحب رستوران پاستا دا پیتزا، همسر تورج و مادر کامیل                            |
| محمد نادری       | تورج               | شوهر دوم کتایون و ناپدری کامیل                                                 |
| گوهر خیراندیش    | عمه خانم           | عمه رامین                                                                      |
| مهتاب ثروتی      | فرشته ترابی        | آشپز جدید رستوران ترنج، همسر دوم رامین و نامادری هوشان                         |
| حسن علیرضایی     | میزبان خسیس        | نقش اصلی بخش اصفهان                                                            |
| مهدی باقربیگی    | علی                | دایی هوشان، برادرزن رامین                                                      |
| کمند امیرسلیمانی |                    | پرستار کامیل                                                                   |
| امید روحانی      | آقای جویا          | مالک رستوران ترنج                                                              |
| حمید سپیدنام     | مستر تیستر         | تست کننده غذاها                                                                |
| حمیدرضا فلاحی    | فریدون پاچناری     | اراذل و اوباش                                                                  |
| محمد شاکری       | کوشان راستین       | پسر رامین، خواهرزاده علی                                                       |
| سامیار محمدی     | کامی               | پسر کتایون                                                                     |